# Museu Britânico
O Museu Britânico (em inglês:  British Museum) localiza-se em Londres e foi fundado em 7 de junho de 1753. A sua coleção permanente inclui peças como a Pedra de Roseta e os frisos do Partenon de Atenas, conhecidos como a coleção de mármores de Elgin, trazidos ao museu por Lord Elgin.
Em 2012 foi o terceiro museu mais visitado do mundo, com 5 575 946 visitas.

## História
O Museu Britânico é um marco fundamental no estabelecimento do método museológico, além de representar diversos aspectos característicos tanto da sociedade inglesa vitoriana quanto do pensamento político e científico do século XIX. Aberto em 15 de janeiro de 1759, após a aprovação do rei Jorge II em 1753, foi o primeiro grande museu público, gratuito, secular e nacional em todo o mundo. Não foi, entretanto, o primeiro museu moderno. O Museu Ashmolean, de Oxford (1679), tem o mérito de ter sido a primeira grande instituição museológica destinada especificamente a exposições públicas, organizadas para propósitos educacionais.
Ao ser fundado, o Museu Britânico reuniu três coleções: a Cottonian Library, coleção de manuscritos medievais de Sir Robert Cotton (1570-1631), os manuscritos da coleção do Conde de Oxford, Robert Harley (1661-1724) e a enorme coleção de Sir Hans Sloane (1660-1753), composta de antiguidades clássicas e medievais, moedas, manuscritos, livros, quadros e gravuras, além das peças que formariam o núcleo central do Departamento de História Natural do Museu Britânico. A enorme heterogeneidade dessas coleções sem dúvida foi a característica mais marcante dessa fase. O museu não estava tão distante dos gabinetes de curiosidades que marcaram a Europa no século XVIII: era pouco mais do que um enorme amontoado de objetos sem nenhuma classificação ordenada, apresentados menos para propósitos educacionais do que para "exaltar o espírito e enaltecer o progresso da humanidade".
Da antiguidade temos a origem de uma característica do museu moderno, em especial do museu Britânico: a combinação de exposições (entretenimento educacional para o público geral) e de uma biblioteca (pesquisa para um público erudito e acadêmico). A partir da consolidação desse modelo por Anthony Panizzi (1797-1879) na Biblioteca Britânica, este é um atributo hoje praticamente obrigatório para qualquer museu.

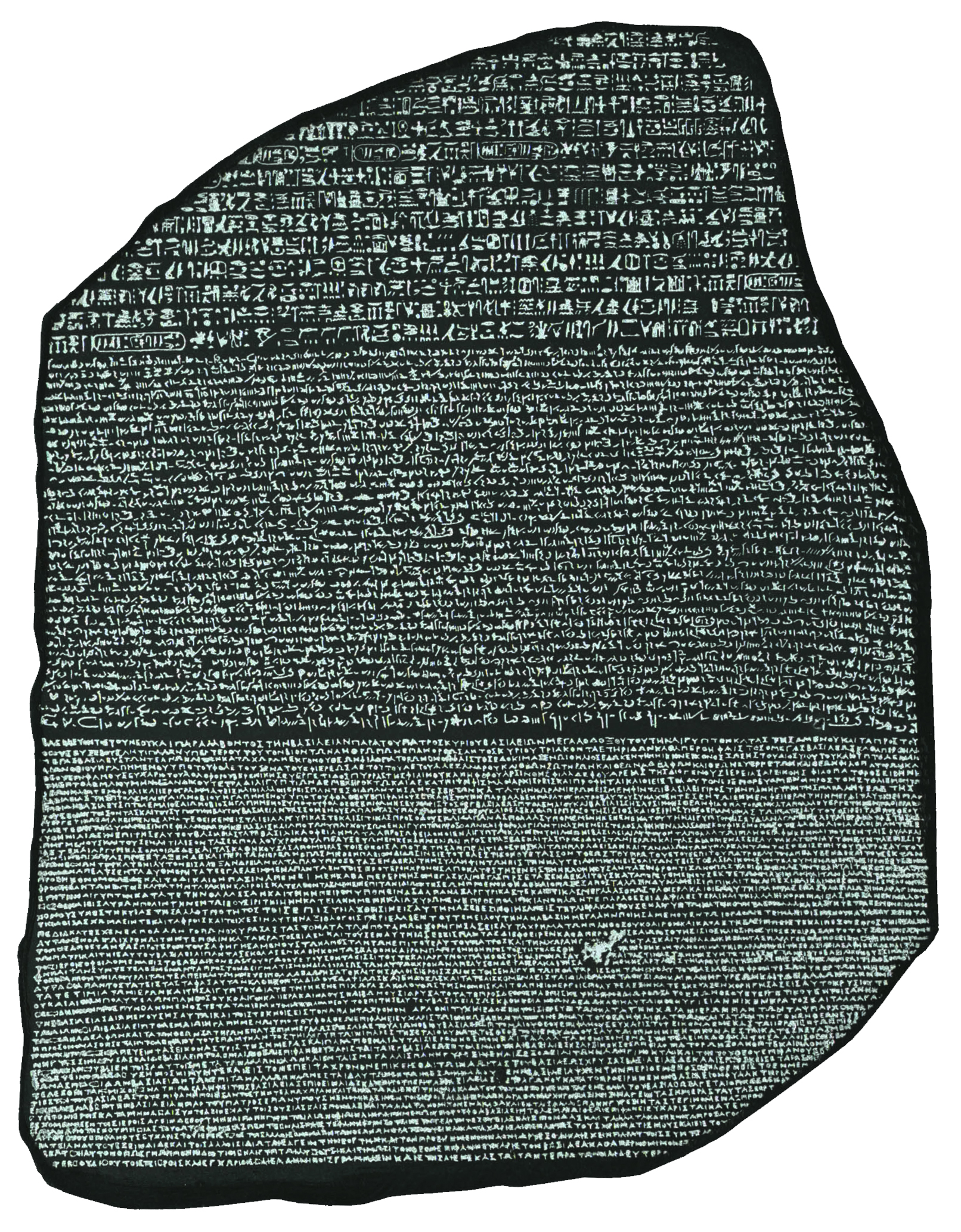
Pedra de Roseta.

Da transição do século XVIII para o XIX, temos também outra característica: a formação do museu de caráter nacional. Desde o desenvolvimento do Museu do Louvre, denominado Musée Napoléon durante os primeiros anos do novo século, a rivalidade entre as nações da Europa e a afirmação da identidade nacional desses países passou também pela constituição do "museu nacional". A derrota definitiva de Napoleão talvez tenha sido um dos fatores que estimularam a reconstrução do espaço do Museu Britânico, além sem dúvida de expandir consideravelmente suas coleções: grande parte do acervo de antigüidades egípcias, incluindo a Pedra de Roseta, foi obtido com a capitulação do exército francês no Egito, em 1802.
A tentativa de reunir todo tipo de coleção possível foi uma forma de apresentar através de objetos todo o conhecimento da humanidade, numa espécie de "triunfo" do racionalismo científico. Obviamente, a acumulação de tantos objetos distintos num único lugar era operacionalmente inviável, e a transferência de algumas coleções foi se fazendo cada vez mais necessária. O desmembramento do museu de deu em diversas etapas, das quais as mais importantes são a criação da National Gallery (1824 – mais um exemplo do "monumento" de inspiração nacionalista), a remoção do setor de História Natural para o Museu de História Natural (a partir de 1880, para um edifício que, diferentemente do Museu Britânico e de seu estilo Neoclássico, celebrava o naturalismo racional científico no estilo Neogótico) e a transferência do setor de Etnografia, rico em objetos recolhidos nas expedições do Capitão James Cook, a partir de 1870.

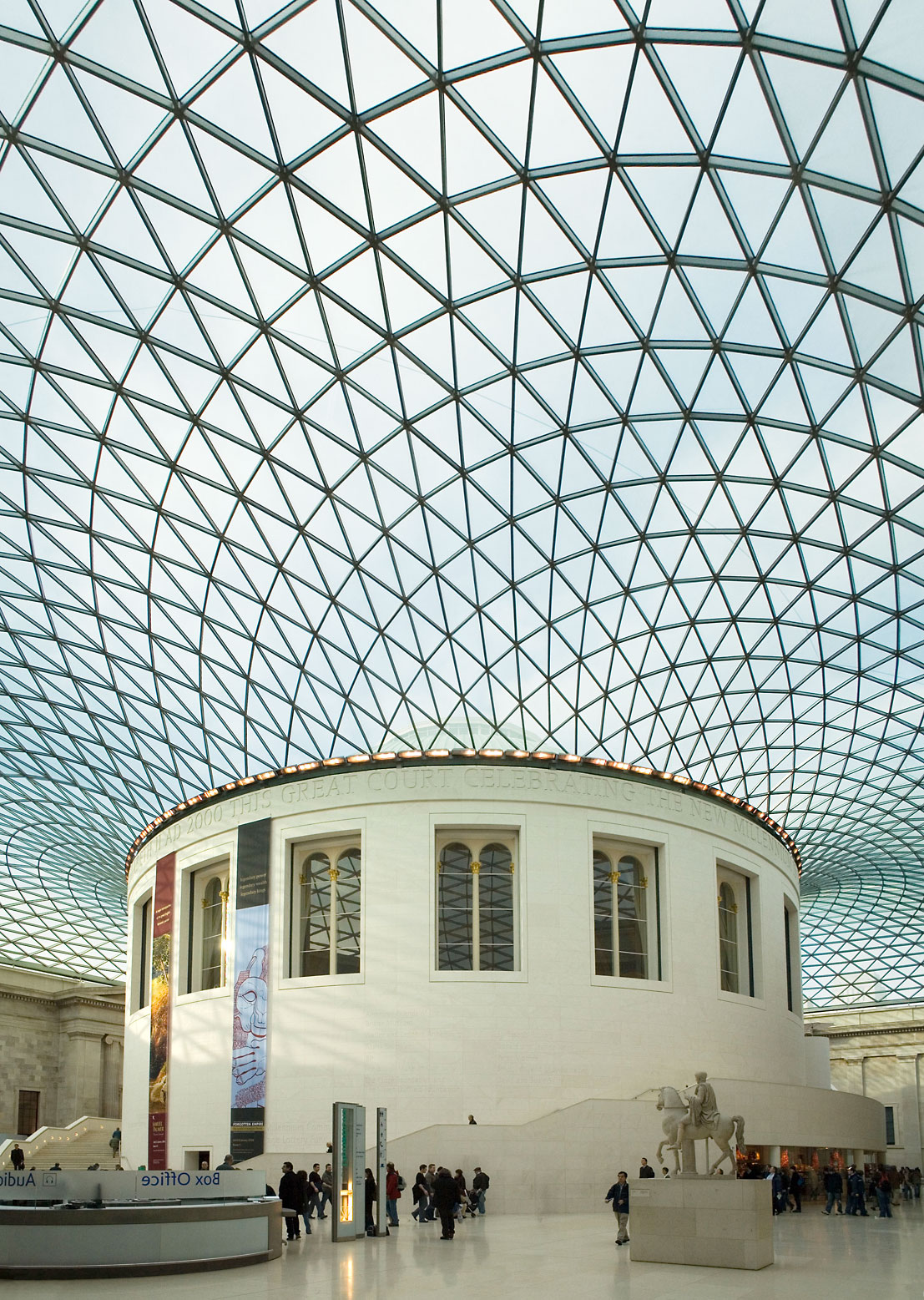
A nova Great Court.

O Museu Britânico abriga mais de sete milhões de objetos de todos os continentes, ilustrando e documentando a história da cultura humana de seus primórdios até o presente. Muitos dos artefactos da sua colecção estão armazenados nos depósitos situados nos porões do museu, por conta da falta de espaço para mostrá-los. Assim como muitos outros museus e galerias no Reino Unido, o Museu Britânico tem entrada gratuita, excepto no caso de algumas exposições temporárias especiais. Ele também conta com um serviço educativo responsável por apresentações didáticas da colecção para escolas, famílias e adultos. Oferece também um curso de pós-graduação sobre arte clássica e decorativa da Ásia.
Em Dezembro de 2000 foi inaugurado o Great Court, a maior praça coberta da Europa. Ela ocupa o espaço central do prédio, ao redor da Sala de Leitura (The Reading Room) da biblioteca (que agora foi transferida para St. Pancras). A construção do majestoso Reading Room, na década de 1850, foi primeiramente uma saída tanto para a falta de espaço, devido ao vertiginoso aumento do acervo, quanto mesmo para a própria aberração arquitetónica do imenso quadrilátero vazio que era parte do projeto original do arquitecto Sir Robert Smirke para o museu. O museu contém uma coleção de pinturas do renomado pintor primeira arte contemporânea Africano Fathi Hassan.

## Sala de Leitura
A Sala de Leitura do Museu Britânico, situada na Queen Elizabeth II Great Court, costumava ser a principal sala de leitura do Museu Britânico. Em 1997, esta função mudou-se para o novo edifício da Biblioteca Britânica em St Pancras, Londres, mas a Sala de Leitura permanece em sua forma original no Museu Britânico.
A Sala de Leitura foi oficialmente inaugurada em 2 de maio de 1857 com um "café da manhã" (que inclui champanhe e sorvete) dispostos nas mesas do catálogo. Uma exibição pública foi realizada entre 8 e 16 de maio, que atraiu mais de 62 mil visitantes. Os ingressos para ele incluíram um plano da biblioteca. A Sala de Leitura foi usada por um grande número de figuras notáveis, incluindo Sun Yat-sen, Karl Marx, Oscar Wilde, Friedrich Hayek, Bram Stoker, Mahatma Gandhi, Rudyard Kipling, George Orwell, George Bernard Shaw, Mark Twain, Vladimir Lenin (usando o nome Jacob Richter), Virginia Woolf, Arthur Rimbaud, Mohammad Ali Jinnah, H. G. Wells e Sir Arthur Conan Doyle.

## Disputa com a Grécia
Desde 1980 o governo grego vem realizando esforços diplomáticos para reaver peças do Pártenon que foram roubadas por ingleses e que compõem o acervo do Museu Britânico. A disputa acirra-se em torno dos mármores de Elgin, esperando a devolução por parte do Museu Britânico, o governo grego construiu um grande museu no sopé da acrópole para receber as peças.

## Seleção de peças

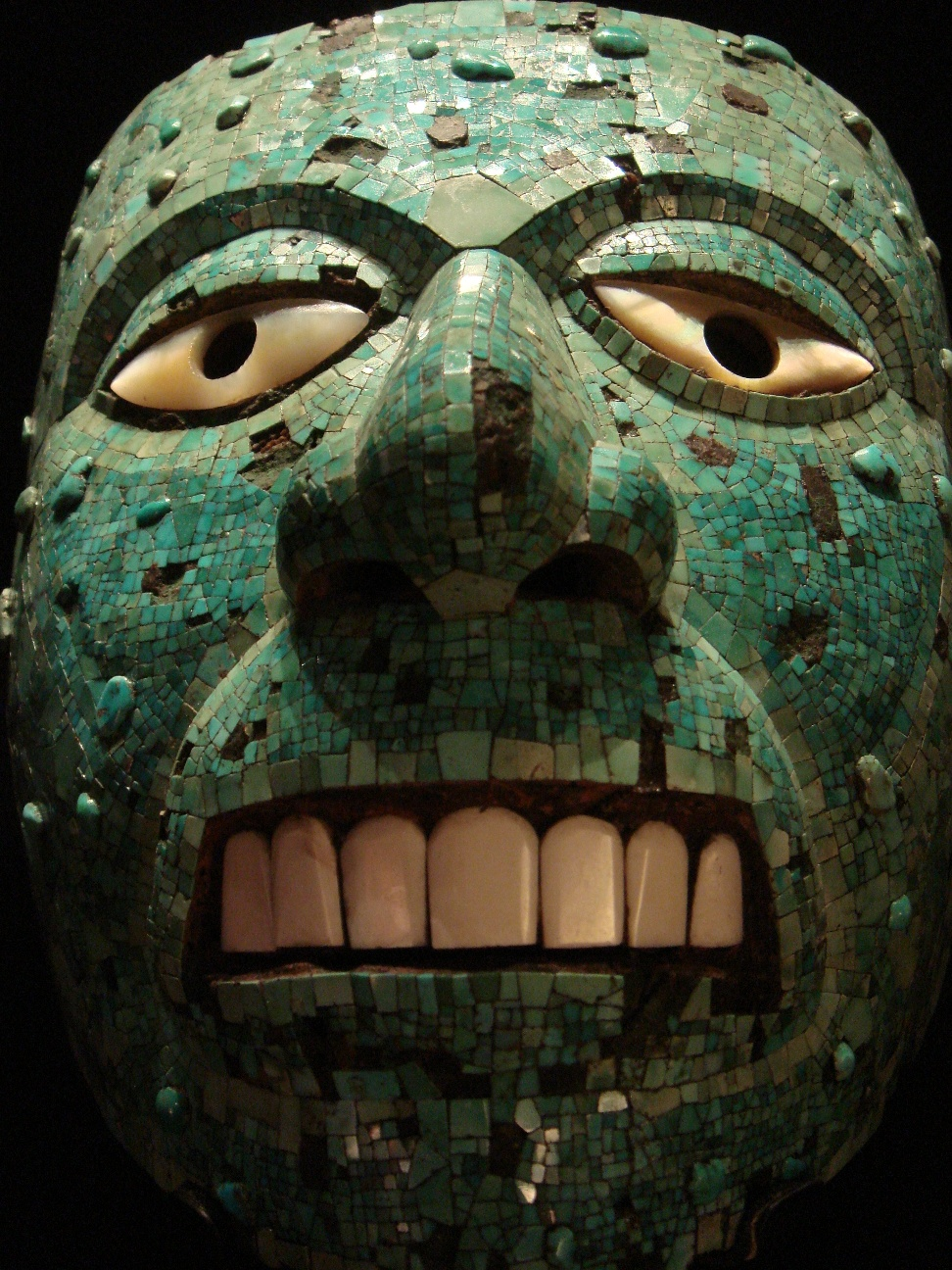
Máscara asteca
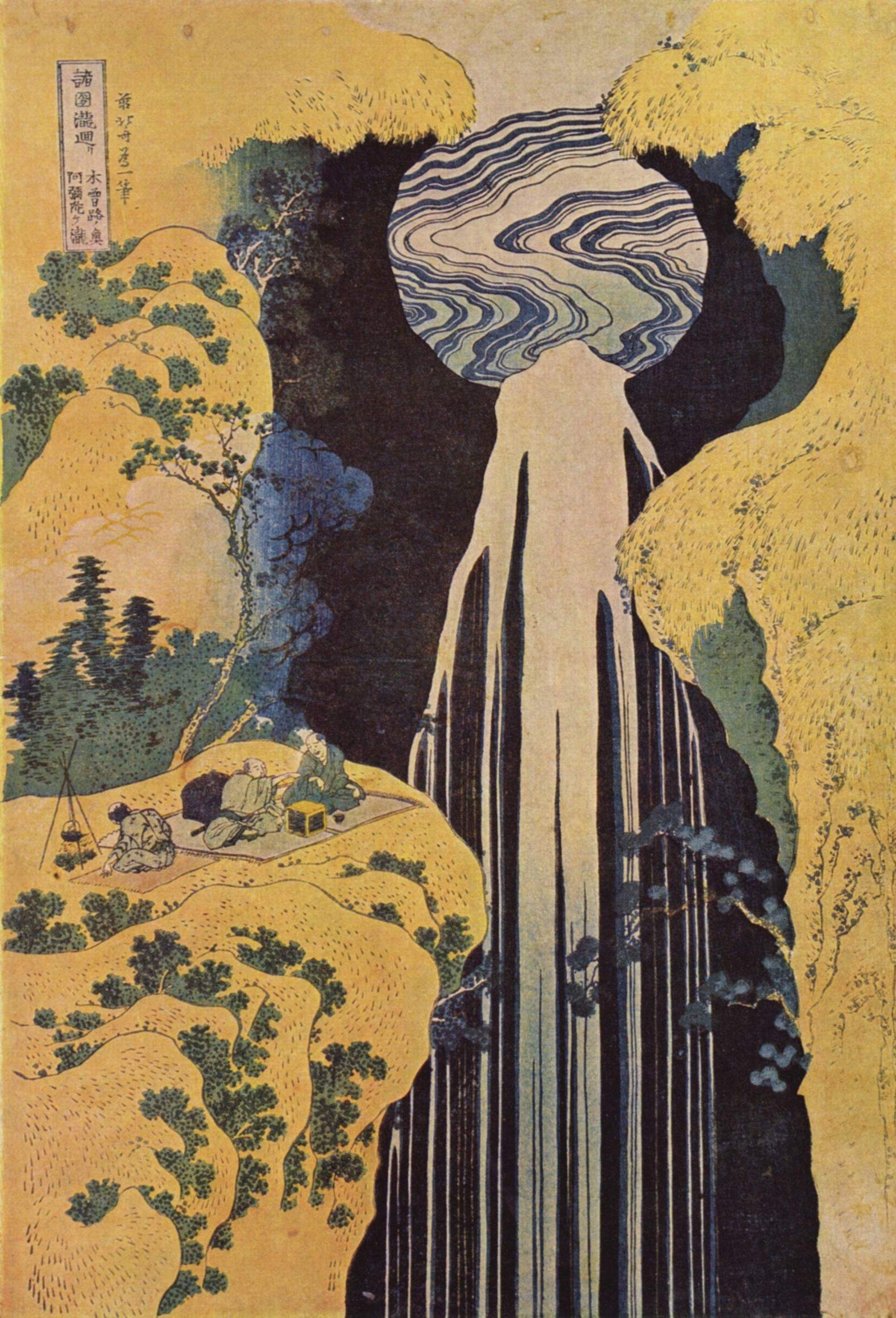
Desenho japonês (Hokusai)
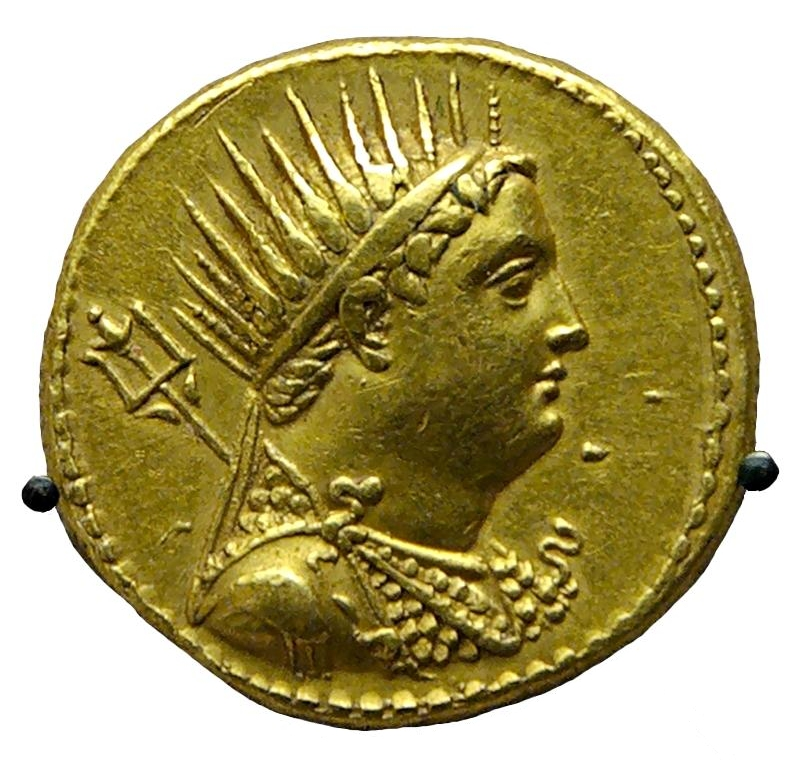
Moeda helenística
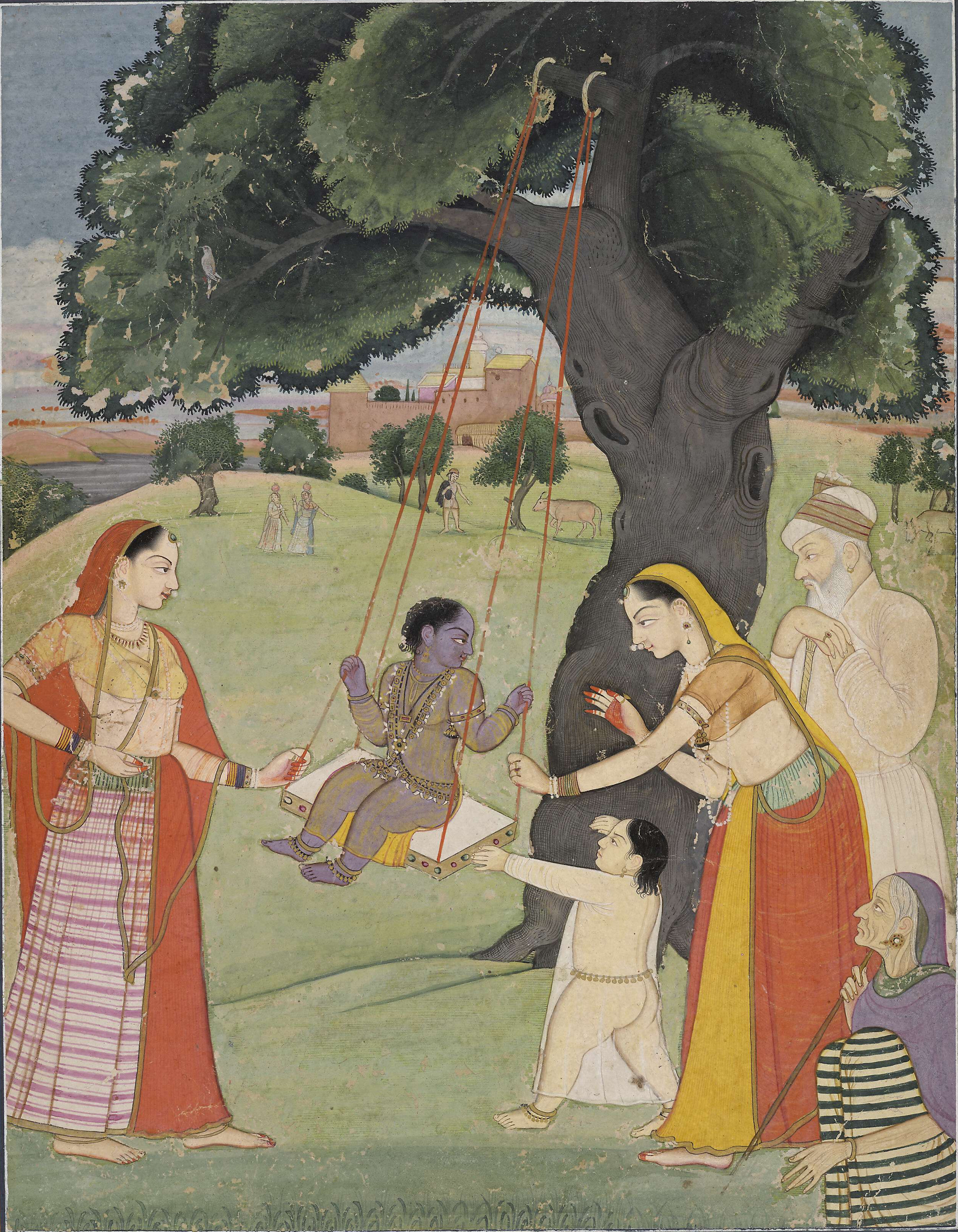
Miniatura indiana
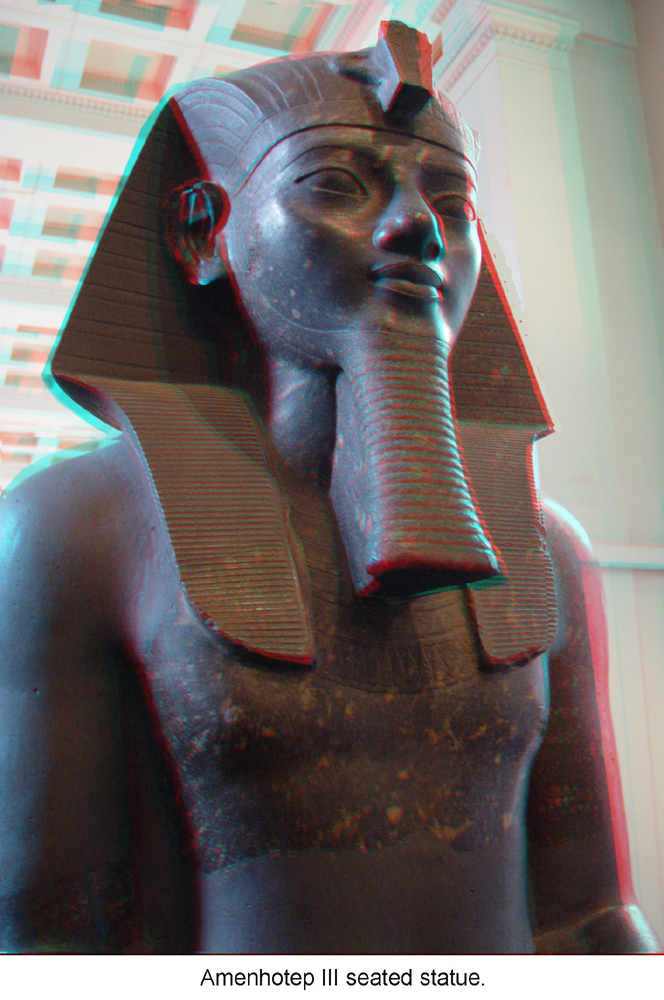
Escultura egípcia
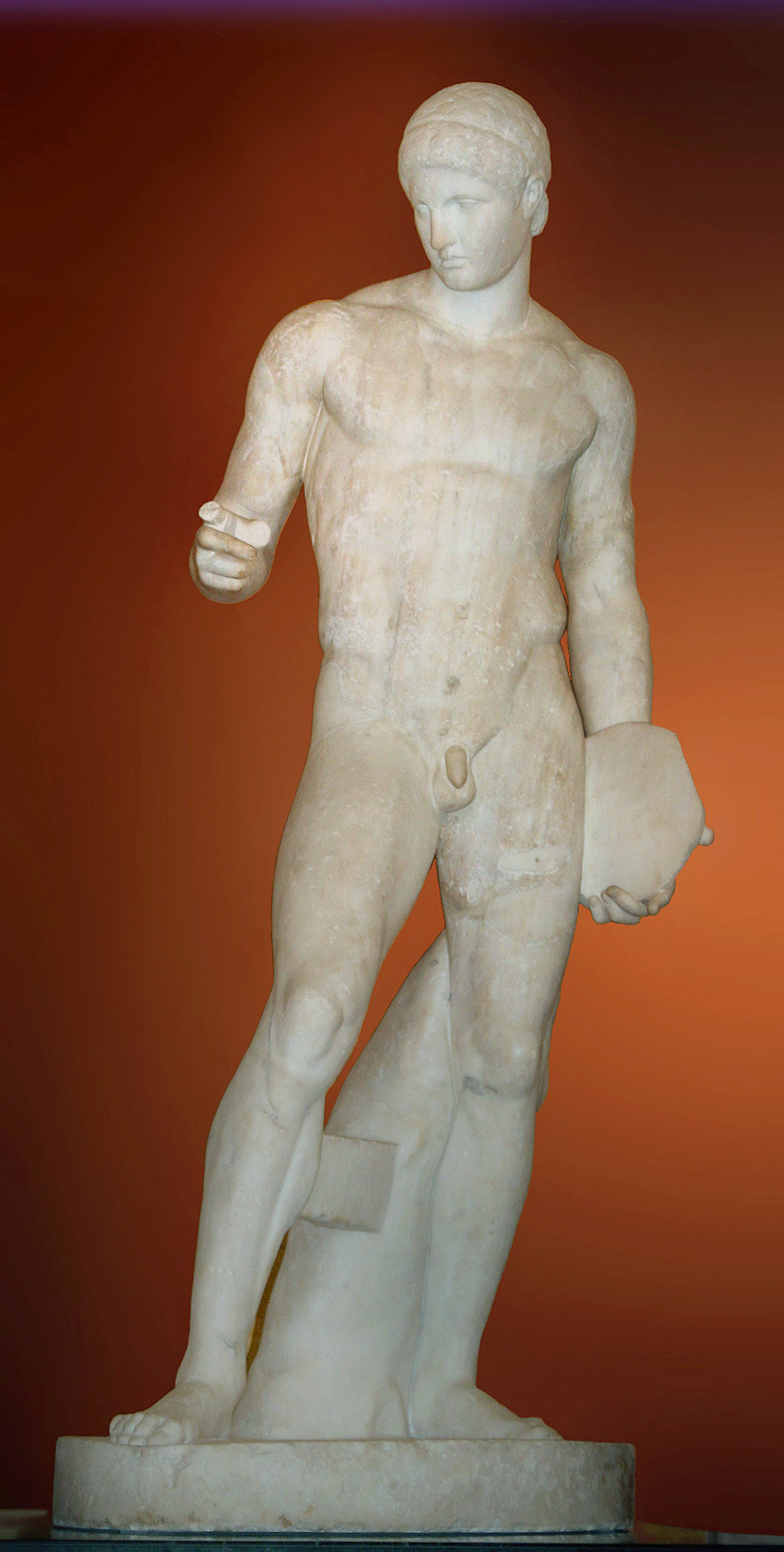
Escultura grega (Policleto)
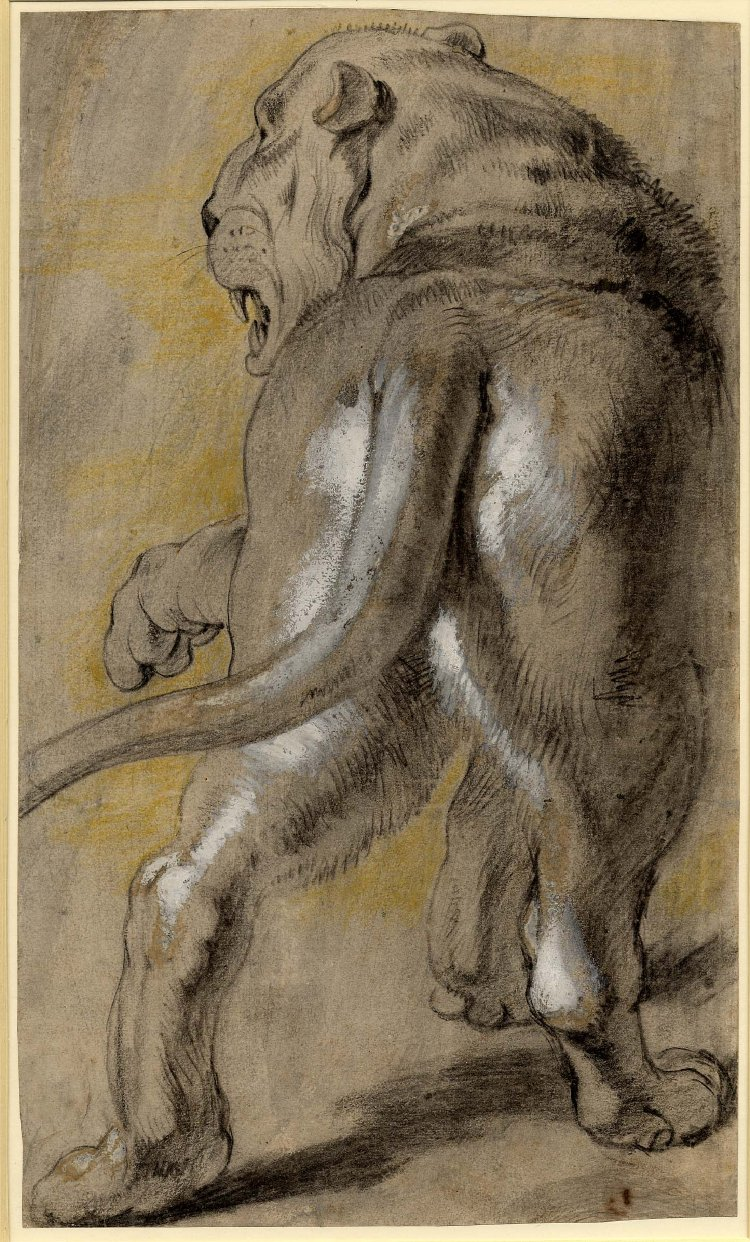
Desenho do barroco holandês (Rubens)
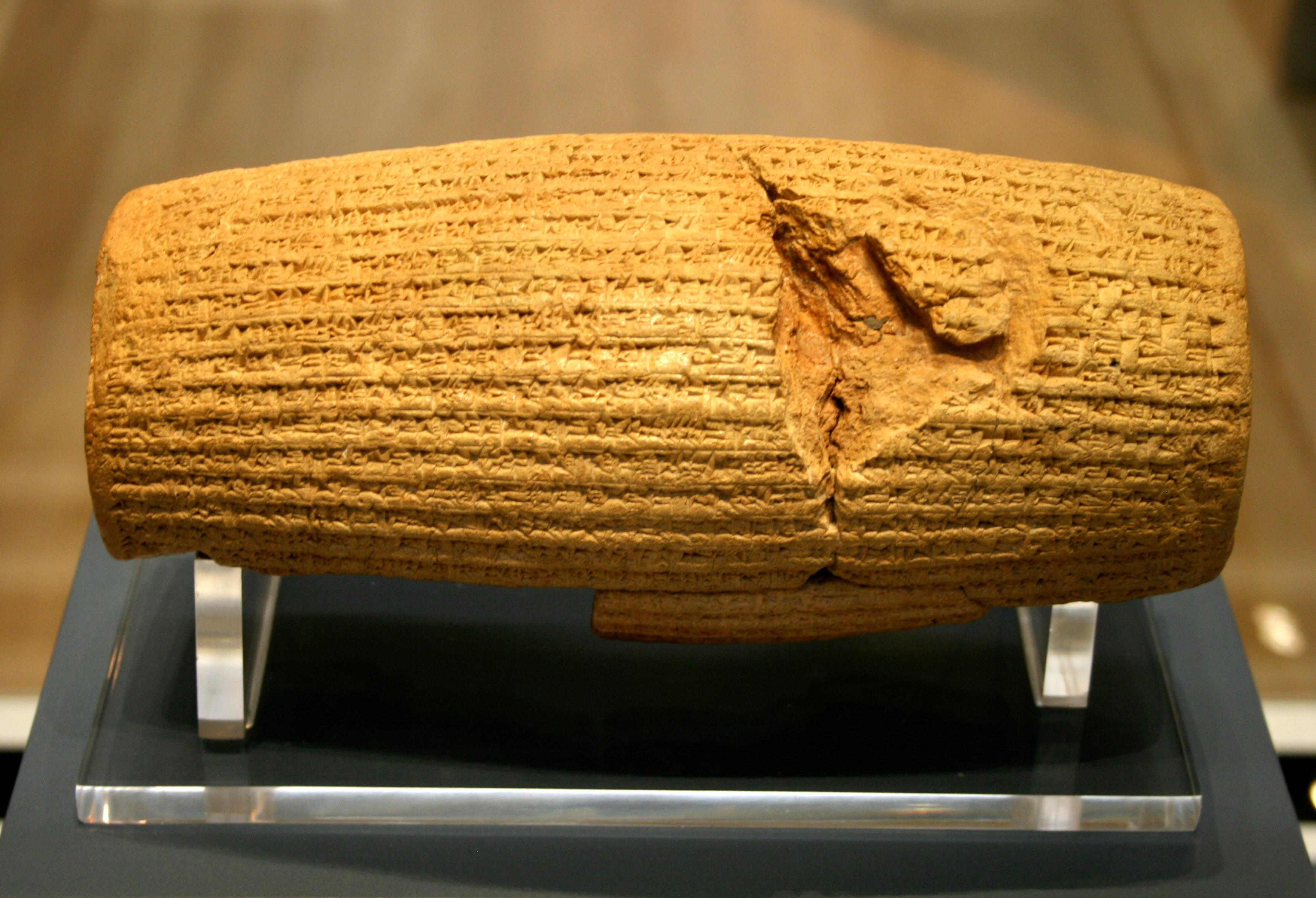
Cilindro de Ciro
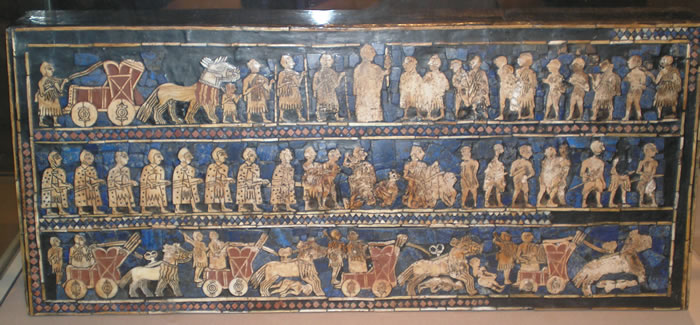
O chamado Estandarte de Ur
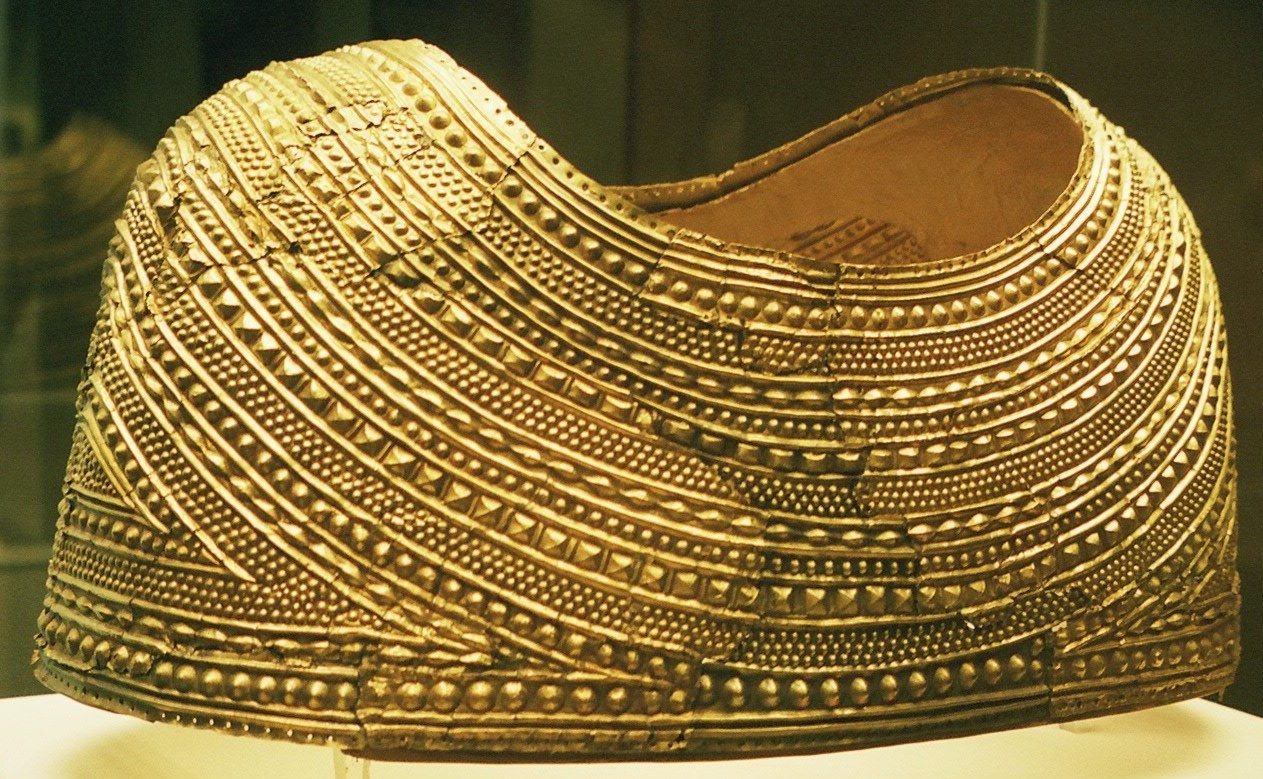
A Capa de Mold, peça de ourivesaria da Idade do Bronze achada em Gales
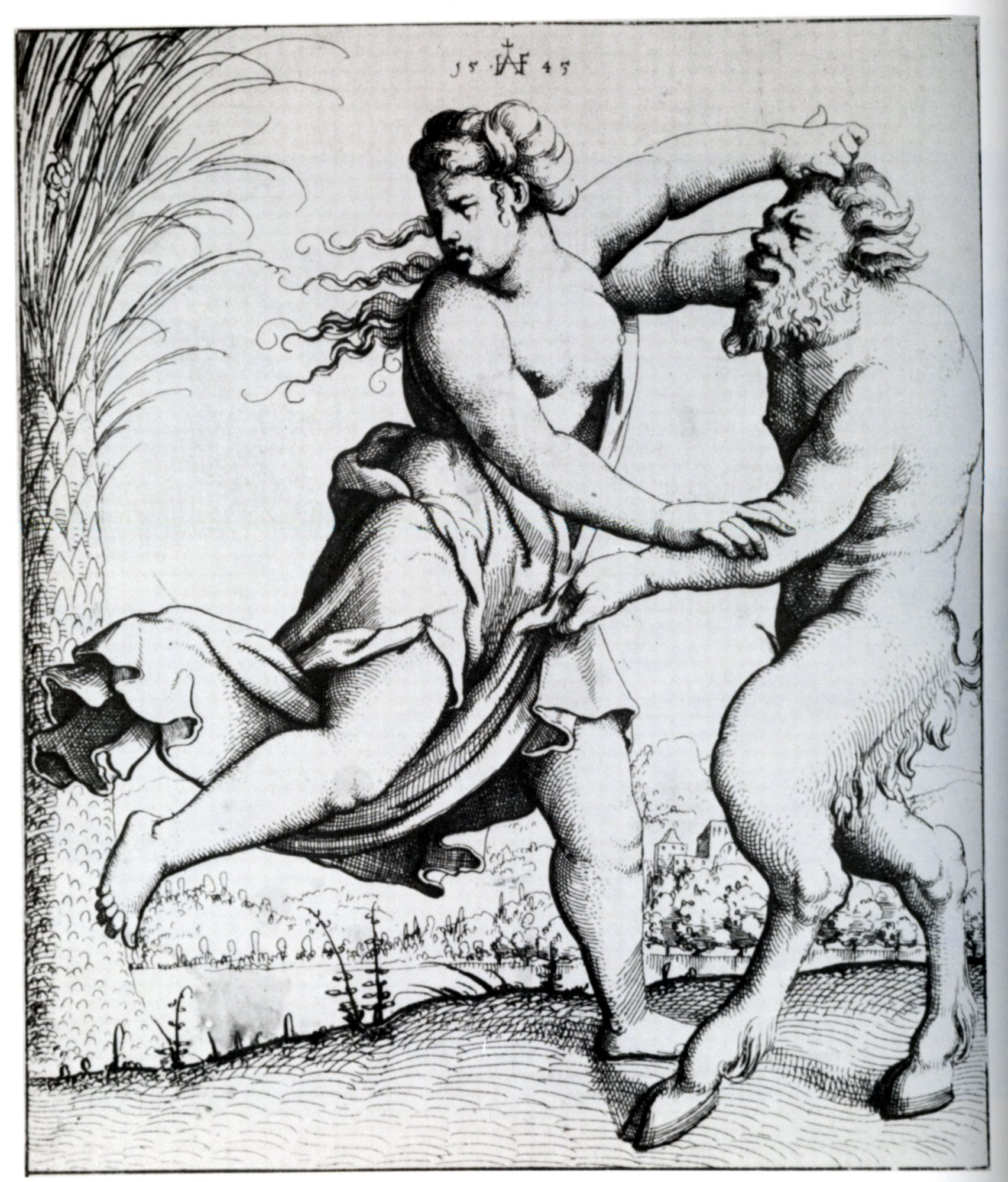
Gravura da renascença alemã (Hirschvogel)
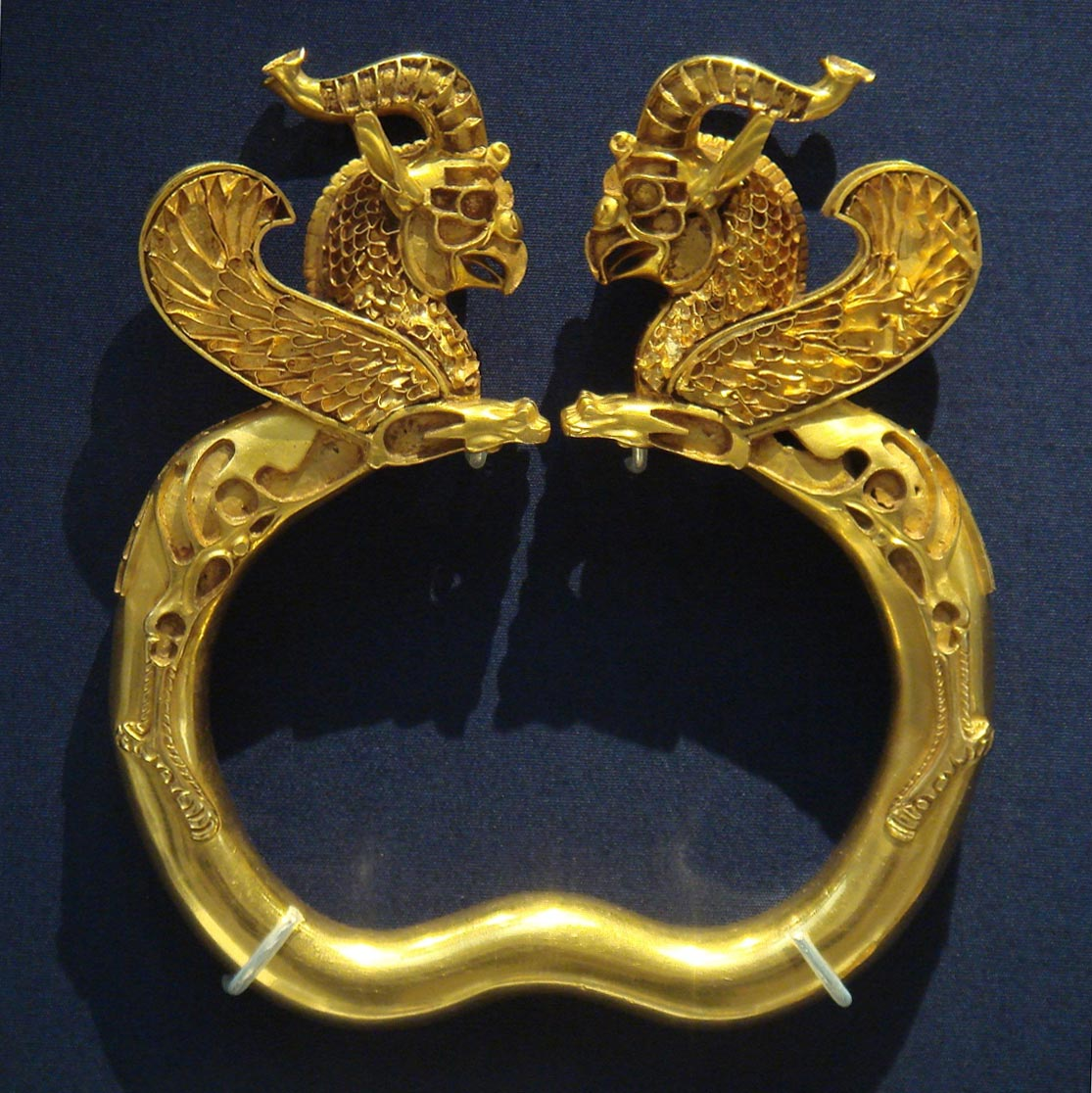
Ourivesaria persa

## Controvérsias
No dia 16 de agosto de 2023, o Museu Britânico anunciou a demissão de um funcionário após verificar que várias peças das suas coleções tinham sido "roubadas ou danificadas".